# Tecktonik
'Tecktonik (TCK), também chamado de  Milky Way ou Electro Dance, é uma forma frenética e peculiar de dança de rua que normalmente é realizada para electro house. Baseia-se, embora não se limita a uma mistura de estilos de dança diferentes, como o Disco, Vogue, Waacking, Hip-Hop e Freehand glowsticking. Tudo começou na década de 2000 e originou-se do subúrbio de Paris, na França, principalmente as boates Metropolis, e tem crescido em todo o mundo. techno e electro house importado do Norte da Europa é a escolha usual para dançar Tecktonik.
Electro dance é predominantemente sobre o movimento do braço, tendo elementos básicos de glowsticking como o conceito do Freehand,dançarinos Electro tendem a usar seus quadris, joelhos e pés suavemente pelo chão na batida da música,muitas vezes de forma aleatória e irregular. Elas também tendem a incluir elementos de toprock, B-boy-like footwork, os empréstimos às influências do hip-hop.
O termo "Tecktonik" é uma marca registrada, que começou em Paris, e isso tem criado problemas para os eventos de dança ou de outras utilizações do nome. O vestuário oferecido pela Tecktonik é normalmente roupa justa e colorida desde os ténis aos casacos. A marca Tecktonik nasceu em França com o objectivo de patrocinar dança electrónica e explora-la financeiramente. Hoje em dia o seus produtos estão bastante acessíveis, sendo comum os dançarinos em todo o mundo usarem as T-shirts com o seu logotipo.
Tecktonik Killer é o nome que se da a alguma pessoa que dance muito bem o tecktonik.

## YouTube
Muitos dos jovens que dançam o Tecktonik gravam suas performances para exibir depois em suas páginas pessoais ou em sites como o YouTube.
"O fenômeno é de dança e também de internet, e é a primeira vez que as duas vertentes se misturam tanto", afirma a socióloga Anne Petiau, da Sorbonne.
As reuniões dos aficionados pelo Tecktonik, chamadas de "aprems", um diminutivo para "après-midi" ("tarde", em francês), são organizadas exclusivamente pela internet.
"Os 'aprems' são anunciados apenas na nossa página", afirma o DJ Fozzie Bear, membro do grupo organizador Dance Generation. "Mesmo assim já conseguimos reunir até mil pessoas e está aumentando".
Para o DJ, o movimento permite que os participantes "conheçam muitas pessoas, se comunicando pela internet e depois pessoalmente nos eventos ou nos clubes".
"Eu só gosto de dançar. Não me visto tipo Tecktonik", diz Titi, 18, que dança em clubes e na casa de amigos. "Mas, quando escuto a música eletrônica e danço, é uma viagem". 

## Electro Dance no Brasil
Tecktonik chegou ao Brasil, por iniciantes conhecidos como "FK" e "Slopijey" começou a ser difundido na segunda metade de 2008, movimento que ganhou impulso na primeira metade de 2010 nos meios underground gerando assim grupos de dança dedicados ao Electro dance como,Power Rangers, Deadly Crew, Titãs, Avengers e entre outros. Esses grupos estão espalhados pelo Brasil, como Acre, mas porém, Popularizou-se principalmente em São Paulo.
```
As Equipes se Reúnem em um determinado local renomado como "VERTIFIGHT BRASIL" Organizado pelos
Staff's 
Diego Silva(2012
 e 
Kaue Ricardo(Akuma)
, 
```

os organizadores de obra muito gentil, 
fazem arrecadações de alimentos para Instituições carentes em Troca da entrada do Publico.
```
A Dança vem se expandindo rapidamente pela França, Russia, México, e etc. 
```

1. ↑  http://www1.folha.uol.com.br/folha/bbc/ult272u399170.shtml